# Nathanael af Schultén den yngre
Nathanael Gerhard af Schultén den yngre, född den 16 juni 1794 i Nagu socken, död den 5 augusti 1860 i Helsingfors, var en finländsk matematiker. Han var son till Nathanael af Schultén den äldre.
af Schultén var kansliråd och professor vid Helsingfors universitet. Han var en av de grundande medlemmarna av Finska Vetenskaps-Societeten.